# Jeruzalem (district)
Het district Jeruzalem is een van de zes districten waarin Israël is verdeeld. De hoofdstad is Jeruzalem (753.100 inwoners). Het district heeft 1.083.300 inwoners.
De bevolking bestaat voor 68,4% uit Joden en 29,8% uit Arabieren. Van de Arabieren is een deel christelijk.
Van het district maakt ook het in 1967 geannexeerde Oost-Jeruzalem deel uit.

## Steden
- Jeruzalem ירושלים
- Bet Shemesh בית שמש

## Gemeenten
- Abu Gosj אבו גוש
- Mewaseret Tzion מבשרת ציון
- Kirjat Jeärim קריית יערים

## Regionale raden
- Regionale raad van Mateh Yehuda

Noord · Haifa · Centrum · Tel Aviv · Jeruzalem · Zuid · 
Judea en Samaria (informeel)